# Honuba Şıxlar
Honuba Şıxlar è un comune dell'Azerbaigian situato nel distretto di Yardımlı. Conta una popolazione di 458 abitanti.